# Onosma waddellii
Onosma waddellii là loài thực vật có hoa trong họ Mồ hôi. Loài này được Duthie mô tả khoa học đầu tiên năm 1912.